# Polydesmus incisus
Polydesmus incisus är en mångfotingart som beskrevs av Henri W. Brölemann 1921. Polydesmus incisus ingår i släktet Polydesmus och familjen plattdubbelfotingar. Utöver nominatformen finns också underarten P. i. occidentalis.